# Czakó Gábor (író)
Czakó Gábor Csaba (Decs, 1942. szeptember 14. – Budapest, 2024. február 21.) a Nemzet Művésze címmel kitüntetett, Kossuth-díjas magyar író, nyelvrégész, képzőművész, a magyar katolikus újságíróképzés megszervezője. Dolgozott Antall József miniszterelnök tanácsadó testületében. A Magyar Művészeti Akadémia Irodalmi Tagozatának tagja (2007).

## Életpályája
Czakó Gábor Decsen született 1942. szeptember 14-én Czakó Sándor és Scherer Erzsébet házasságából. Édesapja 1943-ban a doni ütközet során eltűnt.
1960-ban érettségizett a szekszárdi Garay János Gimnáziumban, majd 1961–1965 között a Janus Pannonius Tudományegyetem Jogtudományi Karának hallgatója volt. 1965–1972 között jogászként dolgozott, majd szépirodalmi műveket írt.
Folyóiratokat szerkesztett, köztük Új Tükör (1978–1979) Mozgó Világ (1978–1983), Négy Évszak (1985–1986) Igen (1989–1990), Magyar Szemle (1992–1998). Regényeket és színdarabokat írt (Várkonyi Krónika, Luca néni föltámadása, Pigs avagy Disznójáték, Eufémia, Fehér ló (dráma), 77 magyar rémmese, 4 kötet, Adorján és Seborján, Megváltó, Angyalok, Aranykapu, Törökkő regények, Emberkert, novellák, Van itthon elég krumpli? (drámák).
2007 februárjától a ferrarai olasz–magyar Osservatorio Letterario periodika levelezője, ahol azóta már több prózája, esszéje, tanulmánya megjelent.
Írásai jellemző vonása a stílusok tudatos válogatása, ami abból az eltökéltségből ered, hogy mondanivalóit a nekik megfelelő formában jelenítse meg (vagyis saját stílus helyett a művekét építi). A szerkesztésbeli, nyelvi, ábrázolási különbözőségek ellenére minden munkáját átlengi a humor; hol szelídebben, ironikusabban (Várkonyi Krónika, Luca néni föltámadása), hol arisztophanészi vaskossággal (Disznójáték), máskor éles szatírába csapva (Eufémia, Fehér ló (dráma), 77 magyar rémmese, 4 kötet). Szintén jellemző vonása a katolicizmus kultúrkörében mozgó szellemiség. Valamennyi művében kimutatható Krisztus-utalás és Nap-pont, amely megadja a belső szerkezetet azáltal, hogy a hősök benne élnek, esetleg feléje szeretnének közeledni, vagy éppen még arra nézni is félnek (Adorján és Seborján, Megváltó, Angyalok, Aranykapu, Törökkő regények, Emberkert, novellák, Van itthon elég krumpli? drámák).
A nagyközönség a Beavatás című televíziós esszésorozatából (Duna Televízió) ismerhette meg személyesen, melynek első 160 adása 2004-ig négy kötetben jelent meg. A sorozat már túlhaladt a 250. adáson is.
Képzőművészeti művek: könyv- és laptervek, szatirikus „kerti emlékművek”, vegyes technika, kő, talált tárgyak stb. Önálló kiállítása is volt 1997-ben Óbudán a Banán Klubban.
Tagja és szóvivője volt a Sánta Kutya díjat odaítélő kuratóriumnak, amelyet „…a közvélemény félretájékoztatásában elért kimagaslóan eredményes munkáért...” minden 13-ára eső pénteken odaítélnek. Több szakmai egyesületben működött, köztük a Magyar Írószövetség, a Magyar Katolikus Újságírók Szövetsége, a Magyar Művészeti Akadémia Irodalmi Tagozata.

## Családja
Házas volt, özvegye Simon Éva, hat gyermeküket nevelték fel, tizenhat unokájuk van.[forrás?]

## Művei (válogatás)
- A szoba (kisregény, 1970)
- Emberkert (elbeszélések, 1971)
- Indulatos jelentések (szociográfia, 1973)
- Megváltó. Regény; Szépirodalmi, Bp., 1974
- Csata minden áldott nap (ifjúsági regény, 1975)
- Disznójáték; in: Tigris a Bégmezőn. Három szatirikus egyfelvonásos; NPI, Bp., 1976 (Színjátszók kiskönyvtára)
- Iskolavár (regény, 1976)
- Várkonyi krónika (regény, 1978)
- Sorrendben (1981)
- + [plusz] (elbeszélések, 1982)
- Sárkánymese (regény, 1982)
- Eufémia (regény, 1983)
- A lélek fele (regény, 1986)
- Luca néni föltámadása (regény, 1988)
- A sárkánymocsár ura (regény, 1988)
- 77 magyar rémmese (Banga Ferenccel, 1988)
- Van itthon elég krumpli? (drámák, 1989)
- 77 és fél magyar rémmese (Banga Ferenccel, 1990)
- A Teremtő mosolya (esszék, 1991)
- Adorján és Seborján (meseregény, 1991)
- Angyalok (regény, 1992)
- Törökkő (regény, 1994)
- Magyar–magyar nagyszótár. Zsebkiadás; Antológia, Lakitelek, 1994
- Mi a helyzet? avagy a Gazdaságkor tíz titka. Kultúrantropológiai jegyzet; Zsámbéki Katolikus Tanítóképző Főiskola, Zsámbék, 1994
- Mi a helyzet? Gazdaságkor titkai. Esszék; IGEN Katolikus Kulturális Egyesület, Bp., 1995
- Világfasírt (esszék, 1996)
- Czakó Gábor–Banga Ferenc: …és hetvenhét magyar rémmese. A Szépasszony szalonja, 1989–1995; Windsor, Bp., 1996
- Bujdosók. Történetfüzér; IGEN Katolikus Kulturális Egyesület, Bp., 1997
- Aranykapu. Boldog Salamon király. Regény; IGEN Katolikus Kulturális Egyesület, Bp., 1999
- Beavatás (esszék, 2000)
- Velünkjáró (2001)
- Szótárkönyv (2001)
- Pannon krétakör (cikkgyűjtemény, 2001)
- Beavatás – az eldobható Föld (televíziós esszék, 2002)
- Beavatás – Magánállamok (televíziós esszék, 2003)
- Még hetvenhét magyar rémmese (Banga Ferenccel, 2004)
- Titkos könyv (esszék, 2004)
- Beavatás – Az ideák nyelve (esszék, 2005)
- Belátó (cikkek 2002–2005) (2005)
- Pedagógusoknak; fotó Németh József; B.K.L., Szombathely, 2005 (Ajándék könyvecske)
- Tündérfalva. Regénykert; Cz. Simon Bt., Bp., 2006
- Beavatás – Ádám Bokra (2006)
- Mondatok (aforizmák, 2007)
- Kilencvenkilenc magyar rémmese (2007)
- Beavatás – Isten családja (2008)
- Beavatás a magyar észjárásba (2008)
- Az Antikrisztus és mi (esszék, 2009)
- Magyar–magyar nagyszótár; 3. bőv. kiad.; Cz. Simon Könyvek, Bp., 2009
- Hosszúalattság. Félkész regénykert; Cz. Simon, Budapest, 2010
- Beljebb a magyar észjárásba, Juhász Zoltánnal (esszék, 2010)
- Misztikai ösvény. Titkos könyv; Cz. Simon, Budapest, 2010
- Eredeti magyar nyelvtan. A magyar nyelv természeti rendje szerint, Czuczor Gergely és Fogarasi János nyomán; Cz. Simon Bt., Budapest, 2011
- Aranykapu (történelmi regény novellákkal, 2011)
- Beavatás – Lépcső és szalmaszál (esszék, 2011)
- Jézus beszélő kövei (esszék) 2012
- Világvége 1962-ben? Pécsregény; Cz. Simon, Bp., 2012
- A szabir titok; Cz. Simon, Budapest, 2013
- 77 hangos rémmese (hangoskönyv, 2013)
- Hitemről. Miért éltem? Éltem, amit hittem; Cz. Simon, Budapest, 2013
- Beavatás. Az országút szélén; Cz. Simon, Budapest, 2014
- Juliánusz barát ajándéka; Cz. Simon, Budapest, 2014
- Csodák csodája; Cz. Simon, Budapest, 2015
- Történeteink almáspitével. Hatodik levonás a magyar rémmesékből; Cz. Simon, Budapest, 2015
- Gyepü. Újabb beszélyek; Cz. Simon, Budapest, 2016
- Eredeti magyar nyelvtan. A magyar nyelv természeti rendje szerint, Czuczor Gergely és Fogarasi János nyomán; 2. javított, bővített kiadás; Cz. Simon, Budapest, 2019
- Mesén innen, mesén túl; Cz. Simon, Budapest, 2019

## Díjak, elismerések

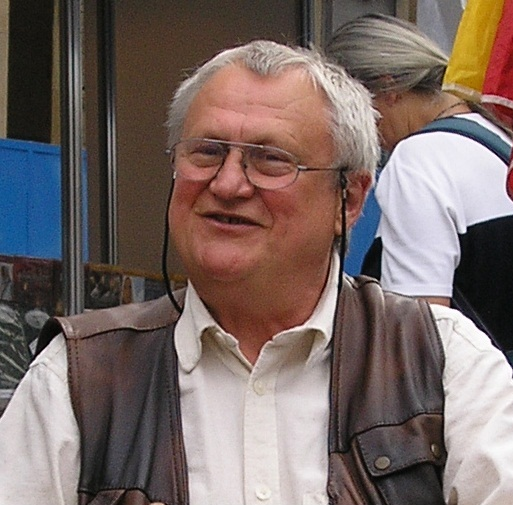
Czakó Gábor 2008-ban

- Helikon szobrászati díj (Keszthely, 1960)
- József Attila-díj (1975)
- Kortárs-díj (1994)
- Sajtótisztesség-díj (1995)
- Arany János-díj (2000)
- Babits Mihály-díj (2000)
- Pro Literatura díj (2008)
- Stephanus-díj (2009)
- Prima díj (2010)
- Kossuth-díj (2011)
- A Magyar Érdemrend középkeresztje (2017)[9]
- A Nemzet Művésze (2019)[10]
- A Magyar Érdemrend középkeresztje a csillaggal (2022)[11]